# Caine Van Mol
Caine Van Mol (Vilvoorde, 3 januari 1995) is een Belgisch wielrenner die anno 2021 uitkomt voor Vetrapo B close. Eerder maakte hij onder andere deel uit van T.Palm-Pôle Continental Wallon.
In 2013 won hij het provinciale kampioenschap te Asse solo.